# Родеберг
Родеберг (њем. Rodeberg) општина је у њемачкој савезној држави Тирингија. Једно је од 47 општинских средишта округа Унструт-Хајних. Према процјени из 2010. у општини је живјело 2.185 становника. Посједује регионалну шифру (AGS) 16064055.

## Географски и демографски подаци
Родеберг се налази у савезној држави Тирингија у округу Унструт-Хајних. Општина се налази на надморској висини од 479 метара. Површина општине износи 26,6 km². У самом мјесту је, према процјени из 2010. године, живјело 2.185 становника. Просјечна густина становништва износи 82 становника/km².